# Mammillaria capensis
Mammillaria capensis (укр. Мамілярія капензис, Мамілярія капська) — сукулентна рослина з роду мамілярія родини кактусових.

## Етимологія
Видова назва походить від місця зростання цієї рослини в місцевості Кап в Пуерто-де-Баїя.

## Ареал
Це цілком відмінний вид, що зустрічається в низинах південній області півострова Каліфорнія і плоских піщаних областях неподалік від Тихоокеанського узбережжя.
Ареал зростання — Мексика, штат Баха-Каліфорнія-Сюр, нижче рівня моря.
Утворює невеликі колонії з 10-12 рослин, часто росте біля підніжжя невисоких дерев, у тому числі під рослиною роду Jatropha. Зростає на невеликій ділянці в місцях гніздування бакланів та пеліканів на майже найчистійшому гуано.

## Морфологічний опис
| Орган              | Опис |
| Стебло             | циліндричне, до 25 см заввишки, 3-5 см в діаметрі. |
| Епідерміс          | оливково-зелений. |
| Маміли             | циліндричні, без молочного соку. |
| Ареоли             | |
| Аксили             | голі або мають від однієї до трьох коротких щетинок. |
| Центральні колючки | 1, жорсткі, 15-20 мм завдовжки, зазвичай з гачком на кінці, або іноді прямі, білі в основі, червоно-коричневі до коричневих, до майже чорних на кінцях.                                 |
| Радіальні колючки  | 13, завдовжки 8-15 мм, голчасті. |
| Квіти              | воронкоподібні, рожеві або кремово-білі, до 20 мм завдовжки і в діаметрі, із зеленувато-жовтими приймочками, зовнішні пелюстки мають коричневі смужки. Час цвітіння в серпні і вересні. |
| Плоди              | булавоподібні, червоні. |
| Насіння            | чорне, вкрите рубчиками. |

## Охоронні заходи
Mammillaria capensis входить до Червоного списку Міжнародного союзу охорони природи видів під загрозою зникнення (EN). Вид має невеликий ареал (близько 2000 км²). Субпопуляції сильно фрагментовані, чисельність рослин різко знижується через незаконний збір і у зв'язку з розвитком туризму, розведенням худоби, що викликає витоптування і ерозію ґрунту.
Мешкає на природоохоронній території Сьєрра-де-ла-Лагуна. У Мексиці цей вид занесений до національного переліку видів, що перебувають під загрозою зникнення, де він включений до категорії „підлягають особливій охороні“.
Охороняється Конвенцією про міжнародну торгівлю видами дикої фауни і флори, що перебувають під загрозою зникнення (CITES).